# 306-os főút (Magyarország)
A 306-os számú főút Miskolc északkeleti elkerülője, amely azt a célt szolgálja, hogy az M30-as autópálya felől a 26-os főút irányába haladó forgalom elkerülhesse a várost.

## Nyomvonala
Kilométer-számozása, 2019-es állapot szerint az M30-as autópálya végpontjától kezdődik Miskolc keleti részén. Egy darabig Arnót területén húzódik, majd Miskolc, Arnót és Szirmabesenyő hármashatára közelében nyugatnak fordul. Keresztezi a Sajót, majd a Repülőtéri út nevet veszi fel. Miskolc–Repülőtér vasúti megállóhely déli szélén keresztezi a Miskolc–Bánréve–Ózd-vasútvonalat, majd azzal párhuzamosan északnak fordul. Hamarosan ismét kilép Miskolcról és átlép Szirmabesenyő területére, ahol újból nyugatnak fordul. A 7,650-es kilométerszelvénye közelében találkozik a 26 601-es és 26 603-as számú mellékutakkal, ezek már a végső csomópontjának átkötő útjai, amelyek a 26-os főúttal kötik össze. Szirmabesenyőn ér véget, szétválva a 26 602-es és a 26 604-es utakra.
Teljes hossza, az országos közutak térképes nyilvántartását szolgáló kira.gov.hu adatbázisa szerint 8,096 kilométer.